# Stan Stasiak
Stan Stasiak, pseudonimo di George Stipich (Québec, 13 aprile 1937 – 19 giugno 1997), è stato un wrestler canadese.
Ex campione mondiale WWWF, era il padre del lottatore Shawn Stasiak.

## Carriera
Stasiak debuttò nel wrestling nella sua città natale, Québec, in Canada. Agli inizi di carriera utilizzava il soprannome "Crusher" e usava come mossa finale il bear hug. In seguito, adotterà come sua finisher l'heart punch.

### WWWF Champion
Durante il suo terzo periodo di permanenza nella World Wide Wrestling Federation, ebbe una delle più grandi opportunità della sua carriera. Stan "The Man" Stasiak sconfisse Pedro Morales diventando WWWF World Heavyweight Champion il 1º dicembre 1973. Restò campione soltanto per nove giorni, perdendo il titolo in favore di Bruno Sammartino il 10 dicembre seguente.
Secondo l'ex wrestler Frank Dusek, la federazione voleva che Bruno Sammartino ridiventasse nuovamente campione mondiale ma non voleva fargli battere il campione in carica Pedro Morales, che era anch'esso un favorito del pubblico. Stasiak, che invece era un heel, venne quindi usato come "campione di transizione", sconfiggendo Morales per il titolo e perdendolo poco tempo dopo contro Sammartino. Stan Stasiak ebbe anche un'altra occasione di vincere il titolo WWWF combattendo contro "Superstar" Billy Graham nel 1977, e una per il titolo AWA contro Nick Bockwinkel nel 1978, ma fallì in entrambe le occasioni.
Per diversi anni formò un tag team con The Gladiator combattendo prevalentemente nella zona di San Francisco. Stasiak & The Gladiator ebbero una lunga rivalità con il team composto da Ray Stevens e Peter Maivia (lo zio di The Rock).
Nel 1984, Stasiak si ritirò dal ring e divenne guardia di sicurezza in un grande magazzino. Nel 1997 è deceduto a causa di un infarto.

## Personaggio
- Mosse finali
  - Bear hug
  - Heart punch

- Soprannomi
  - "The Man"
  - "The Crusher"

## Titoli e riconoscimenti
- Cauliflower Alley Club
  - Other honoree (1996)

- Maple Leaf Wrestling
  - NWA International Tag Team Championship (Toronto version) (1) - con Man Mountain Campbell

- NWA All-Star Wrestling
  - NWA Canadian Tag Team Championship (Vancouver version) (2) - con Dutch Savage

- NWA Big Time Wrestling
  - NWA Brass Knuckles Championship (Texas version) (2)
  - NWA Texas Heavyweight Championship (1)
  - NWA Texas Tag Team Championship (1) - con Killer Tim Brooks

- NWA Western States Sports
  - NWA Brass Knuckles Championship (Amarillo version) (1)

- National Wrestling Federation
  - NWF North American Heavyweight Championship (1)

- Pacific Northwest Wrestling
  - NWA Pacific Northwest Heavyweight Championship (6)
  - NWA Pacific Northwest Tag Team Championship (8) - con Mad Russian (1), Mighty Ursus (1), Haru Sasaki (1), Tony Marino (1), Dutch Savage (1), Buddy Rose (1) e Billy Jack Haynes (2)

- Stampede Wrestling
  - NWA Canadian Heavyweight Championship (Calgary version) (3)
  - Stampede North American Heavyweight Championship (1)
  - Stampede Wrestling Hall of Fame[1]

- World Championship Wrestling (Australia)
  - IWA World Heavyweight Championship (1)

- World Wide Wrestling Federation
  - WWWF Heavyweight Championship (1)